# Kongshamn
Kongshamn este o localitate din comuna Arendal, provincia Aust-Agder, Norvegia.